# DSA-261
La DSA-261 es una carretera perteneciente a la Red Secundaria de la Diputación Provincial de Salamanca que une las carreteras  SA-215  y  SA-201 .
También pasa por las localidades de Cereceda de la Sierra y Nava de Francia.

## Origen y Destino
La carretera  DSA-261  tiene su origen en Cereceda de la Sierra en la intersección con la carretera  SA-215 , y termina en la intersección con la carretera  SA-201  en Nava de Francia, formando parte de la Red de carreteras de Salamanca.